# Аброшина, Ираида Степановна
Ираида Степановна Аброшина (26 июня 1931 — 8 марта 2010, Волжский) — советская и российская шахматистка, кандидат в мастера спорта.
Инженер-электрик.
Многократная чемпионка Волгоградской области.
Добилась значительных успехов в заочных шахматах. Победительница 1-го женского чемпионата РСФСР (1967—1968 гг.). Серебряный призер 1-го женского чемпионата СССР по переписке (1968—1969 гг.). В составе сборной РСФСР победительница 1-го (1966—1968 гг.) и 2-го (1968—1970 гг.) командных чемпионатов СССР по переписке. В 1-м чемпионате также получила индивидуальную золотую медаль на женской доске (9 из 11, разделила 1—2 места с Л. Д. Кристол).
Муж — известный шахматист-заочник М. С. Аброшин. Вместе с ним внесла большой вклад в развитие шахмат в Волжском. Сейчас в городе проводится мемориал Аброшиных.